# 邓加文
邓加文（英语：Dungarvan；爱尔兰语：Dún Garbhán），是爱尔兰沃特福德郡的一个海滨城镇。总人口9427（2011年）。该城镇为沃特福德郡郡治。